# تشيسترفيلد (ديربيشاير)
تشيسترفيلد هي بلدة في المملكة المتحدة، بلغ عدد سكانها 10688 نسمة في 1831 .

## الموقع
تشترك في الحدود مع:
- درونفيلد [الإنجليزية]‏.

## مدن توأم
المدن التوأم:
- ستافانغر
- دارمشتات
- تروا

## أعلام
- روبرت روبنسون
- سام هاردي
- أليستير تايلور
- أولاف بادن باول
- جورج ميلبورن
- فيل تايلور
- ماثيو لوتون
- جون هرت
- جو سبينس
- فيليب وايتهيد